# 藤尾純
藤尾 純（ふじお じゅん、1911年11月3日 - 1987年3月12日）は、日本の俳優。大阪府大阪市南区心斎橋筋（現在の同市中央区）出身。本名：藤尾 徳二（ふじお とくじ）。女優の中原早苗は長女だが、早苗が幼少の頃に家を出たため、藤尾の妻・南部雪絵が1人で育てた。娘婿は映画監督の深作欣二で、孫の深作健太も映画監督である。

## 来歴・人物
中外商業高等学校（現在の兵庫県立尼崎北高等学校）中退。1927年、諸口十九一座に入団し、京都座で初舞台を踏む。その後、榎本健一らの浅草カジノ・フォーリー、ムーランルージュ新宿座などで活躍した。
戦後、新風ショウを結成。喜劇の脇役として親しまれた。また、戦前から東宝の映画を中心に数多くの作品に出演していたが、1965年、東京映画製作の映画『大勝負』を最後に映画界を離れ、舞台に専念した。
1987年3月12日、死去した。75歳没。

## 出演作品

### 映画

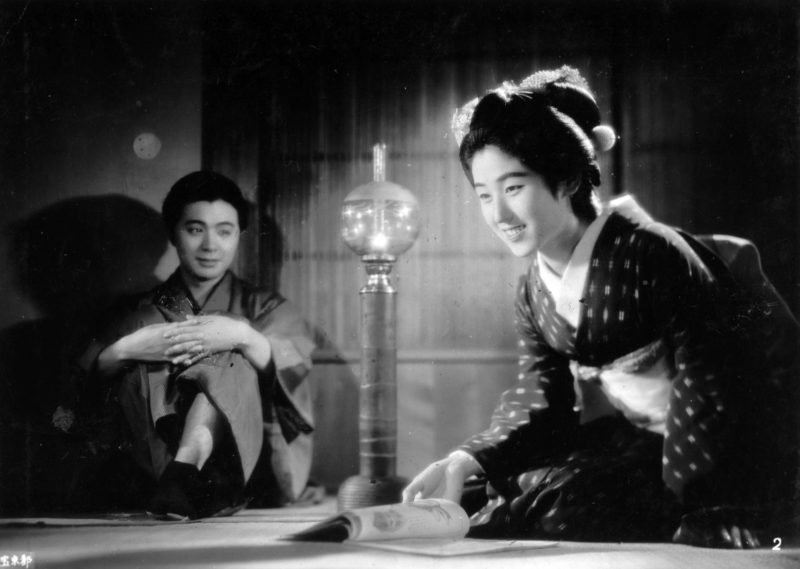
藤尾純（左）、右は花井蘭子（1939年『むかしの歌』）

- 女殺油地獄（1936年、千恵蔵プロ） - 皆朱ノ善兵衛
- 歌う弥次喜多 京・大阪の巻（1937年、J.O.）
- 絵本五十三次（1938年、東宝映画京都）
- 幼い英雄たち（1938年、東宝映画京都）
- むかしの歌（1939年、東宝映画京都） - 珊次
- 沼津兵学校（1939年、東宝映画京都） - 桑原新太郎
- 忠臣蔵 前篇・後篇（1939年、東宝映画東京） - 粕谷勘左衛門
- プロペラ親爺（1939年、東宝映画東京）
- 唄へ河風（1939年、東宝映画東京）
- お転婆社長（1940年、東宝映画東京）
- 大当り狸御殿（1958年、宝塚映画） - 土竜の七兵衛
- おトラさんのホームラン（1958年、東京映画） - その父
- 花ざかりおトラさん（1958年、東京映画） - 新聞配達の少年の父
- 弥次喜多道中記（1958年、東宝） - 宿の亭主
- 太鼓たゝいて笛吹いて（1958年、東宝） - 弥兵衛
- ちゃっきり金太（1958年、東宝） - 小田原の屋の亭主
  - 続ちゃっきり金太（1958年、東宝） - 小田原の屋の亭主
- 美女と液体人間（1958年、東宝） - 西山[4]
- 密告者は誰か（1958年、東宝） - 星野
- 次郎長意外伝 灰神楽木曾の火祭り（1958年、東宝） - 藤八
- 若旦那は三代目（1959年、東宝）
- こだまは呼んでいる（1959年、東宝） - バス営業所主任
- 大勝負（1965年、東京映画） - 忠さん

### テレビドラマ
- 銭形平次（CX / 東映）
  - 第1話 - 第52話（1966年 - 1967年） - 三の輪の万七（初代）
  - 第131話「浅野屋の娘」（1968年） - 庄八
  - 第156話「浮世数え唄」（1969年） - 源兵ヱ
  - 第212話「黒い矢」（1970年） - 文治
  - 第232話「足を洗った女」（1970年） - 金次郎
  - 第447話「からくり仇討」（1974年） - 勘兵ヱ
  - 第597話「謝り八州」（1977年） - 小屋主
  - 第657話「貧しき者に幸いを」（1979年） - 鬼吉
  - 第845話「男やもめに花が咲く」（1983年） - 勘助
- 天を斬る（NET / 東映）第1話（1969年） - 公卿侍
- 水戸黄門（TBS / C.A.L）
  - 第1部 第25話「旅烏の子守唄 -庄内-」（1970年1月19日） - 鬼塚の熊吉
  - 第5部 第19話「親恋し娘巡礼-今治」（1974年8月12日） - 質屋の主人
  - 第7部 第25話「母恋し、父悲し -高田-」（1976年11月18日） - 山崎与右衛門
  - 第8部
    - 第6話「自慢高慢馬鹿のうち -駿府-」（1977年8月22日） - 儀右衛門
    - 第26話「うぐいす春風剣 -中津-」（1978年1月9日） - 餌差屋

  - 第12部 第1話「讃岐への旅立ち -水戸・江戸-」（1981年8月31日） - 医師
- 大岡越前 将軍様の人情裁き（TBS） - 駕籠政（かごたつ）
- 遠山の金さん捕物帳（東映・NET）
  - 第14話「罠にかかった女」（1970年） - 島田屋宗兵衛
  - 第26話「桜を散らした女」（1971年） - 備前屋
  - 第34話「桜吹雪の散る男」（1971年） - 親分
  - 第45話「奉行に挑んだ女」（1971年） - 権兵衛
  - 第65話「鼻ッつまみの男」（1971年） - 常の市
  - 第107話「かんざしに泣いた女」（1972年） - 好美屋
  - 第117話「泥棒に嫁入りした女」（1972年） - 大工の親方
  - 第133話「いかさまに命を賭けた男」（1973年） - 久兵衛
  - 第139話「悪夢に追われた男」（1973年） - 助八
  - 第168話「数え唄に泣く女」（1973年）
- 千葉周作 剣道まっしぐら 第23話「剣の心・人の心」（1971年、TBS）- 文吉
- プレイガール（12ch / 東映）第134話「東京が駄目なら京都の恋で	」（1971年）
- 紫頭巾事件帖 第22話「恋の包丁殺人事件」（1972年、松竹・12ch） - 宗兵衛
- 必殺シリーズ（ABC / 松竹）
  - 必殺仕掛人 第11話「大奥女中殺し」（1972年） - 長吉
  - 必殺仕置人 第18話「備えはできたいざ仕置」（1973年） - 丸岡の隠居
  - 助け人走る
    - 第18話「放蕩大始末」（1974年） - 近藤重治郎
    - 第27話「江戸大暗黒」（1974年） - 船大工

  - 暗闇仕留人
    - 第6話「狙われて候」（1974年） - 佐兵衛
    - 第16話「間違えて候」（1974年） - 美濃屋和助

  - 必殺必中仕事屋稼業
    - 第3話「いかさま大勝負」（1975年） - 代貸し
    - 第11話「表を裏で勝負」（1975年） - 山城屋
    - 第19話「生かして勝負」（1975年） - 徳平

  - 必殺仕置屋稼業 第15話「一筆啓上欺瞞が見えた」（1975年） - 三州屋
  - 必殺からくり人・血風編 第10話「とらぬ狸の紅い舌」（1977年） - 古着屋
  - 新・必殺仕置人
    - 第31話「牢獄無用」（1977年） - 分銅屋
    - 第37話「生命無用」（1977年） - 吉野屋喜左ヱ門

  - 必殺仕事人
    - 第15話「その仕事の依頼引き受けるのか?」（1979年） - 高田屋
    - 第25話「裏の裏のそのまた裏に何があるのか?」（1979年） - 松前屋

  - 新・必殺仕事人
    - 第6話「主水喧嘩の仲裁する」（1981年） - 播磨屋
    - 第13話「主水 体を大切にする」（1981年） - 千住屋儀平
- 遠山の金さん 杉良太郎版 第1シリーズ（NET/東映）
  - 第75話「はるかな江戸の便り」（1977年）- 観音一家親分
- 吉宗評判記 暴れん坊将軍（ANB / 東映）第23話「怒れ!! 魚河岸野郎」（1978年） - 久作
- なにわの源蔵事件帳 (1982年、NHK大阪)
- 松平右近事件帳 第14話「打ち首千両」（1982年 / NTV）-金兵衛